# Správce daně
Správce daně je územní finanční orgán, jiný správní orgán či orgán obce, který podle zákona o správě daní a poplatků činí opatření potřebná ke správnému a úplnému zjištění, stanovení a splnění daňových povinností či povinností zaplatit poplatek nebo provést nějaký jiný odvod či zálohu na takovou platbu, které jsou příjmem státního rozpočtu, rozpočtu územního samosprávného celku nebo státního fondu. Mezi práva a povinnosti správce daně zejména patří vyhledávat daňové subjekty, daně vyměřit, vybrat, vyúčtovat, vymáhat nebo kontrolovat jejich splnění ve stanovené výši a době.
Nejběžněji jako správce daně vystupují územní finanční orgány, kterými jsou finanční úřad a finanční ředitelství, a dále územní celní orgány, kterými jsou celní úřady.
Správce daně je povinen postupovat v souladu se zákony a jinými obecně závaznými právními předpisy, chránit zájmy státu, ale také dbát přitom na zachování práv a právem chráněných zájmů daňových subjektů a ostatních osob zúčastněných na daňovém řízení. Postupuje v úzké součinnosti s daňovými subjekty a při vyžadování plnění jejich povinností v daňovém řízení volí jen takové prostředky, které daňové subjekty nejméně zatěžují a umožňují přitom ještě dosáhnout cíle řízení, tj. stanovení a vybrání daně tak, aby nebyly zkráceny daňové příjmy.
Daňové řízení je vždy neveřejné. Správce daně, jakož i další osoby, které se řízení účastní (s výjimkou daňových subjektů), jsou povinny zachovávat mlčenlivost o všem, co se v řízení nebo v souvislosti s ním dozvěděly. Výjimky z této povinnosti mlčenlivosti (např. pro trestní řízení, vůči jiným státním orgánům) upravuje zákon o správě daní a poplatků.